# Hamburg Airways
HHA Hamburg Airways Luftverkehrgesellschaft mbH — німецька авіакомпанія, зі штаб-квартирою у місті Гамбург, яка здійснювала як регулярні, так і чартерні перевезення. Рейси виконувались з декількох німецьких аеропортів, основна база знаходилась в Гамбурзькому аеропорті. Основні напрямки: Європа, Євразія, Близький Схід, Африка.

## Історія
Hamburg Airways заснована у грудні 2010 року після банкрутства авіакомпанії Hamburg International, внаслідок чого на ринку німецьких чартерних перевезень з'явилась незаповнена ніша. Перший рейс відбувся у березні 2011 року. У грудні 2014 року припинила своє існування. 

## Флот

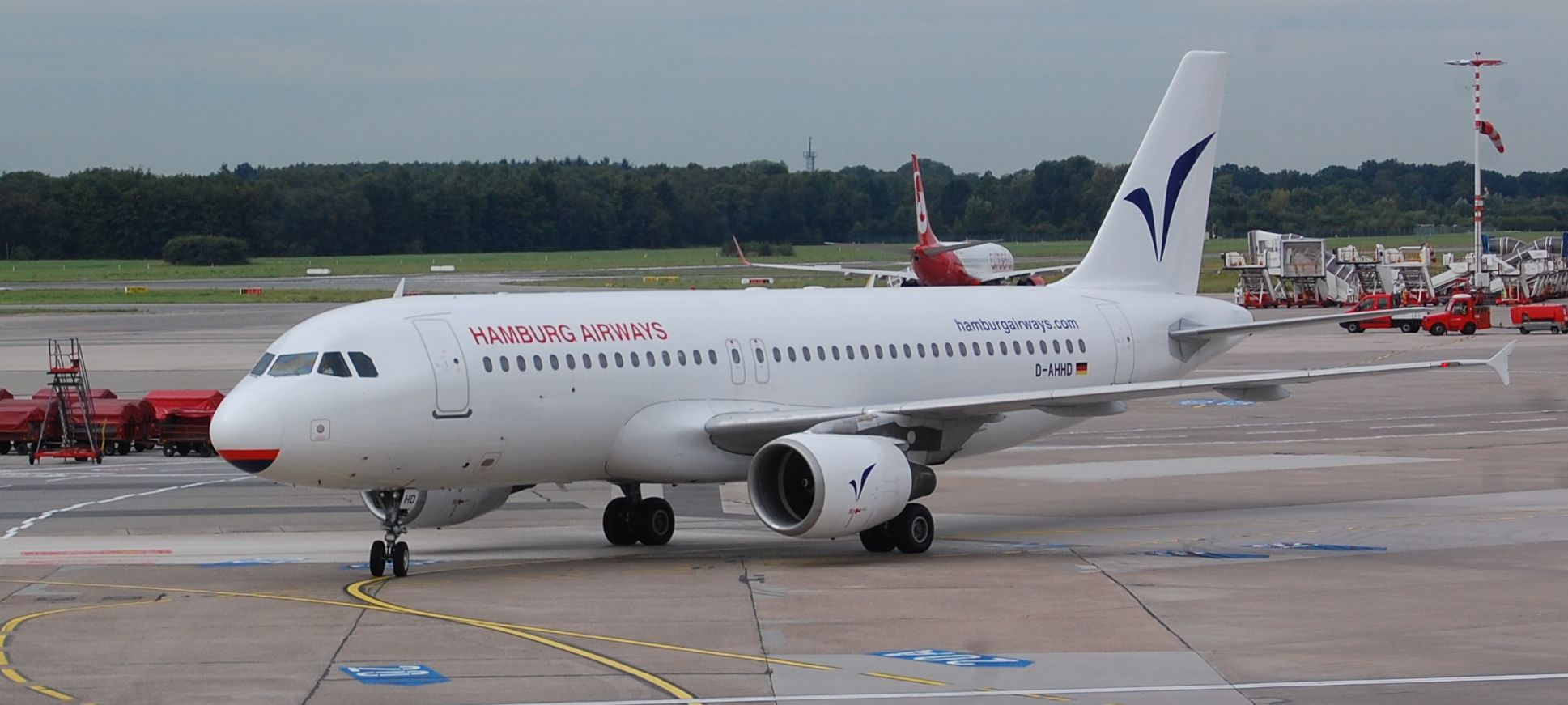
Hamburg Airways Airbus A320-214 D-AHHD (надійшов у травні 2012) у аеропорту Гамбурга, Термінал 2

Станом на жовтень 2012, флот Hamburg Airways складався з таких літаків, середній вік яких становив 8,8 року: